# Cycleurope
Cycleurope ist ein schwedischer Konzern mit Sitz in Stockholm und Varberg. Zu ihm gehören eine Reihe bekannter europäischer Fahrradmarken. Der Konzern hat Produktionsstandorte in Dänemark, Frankreich, Italien und Schweden. Cycleurope ist Teil der schwedischen Grimaldi Industri.

## Geschichte
Als Reaktion auf den asiatischen Konkurrenzdruck kaufte der spanische Fahrradhersteller Beistegui Hermanos (BH) 1992 die französischen Fahrradhersteller Peugeot und Gitane und gründete die Cycleurope Gruppe. Schon 1995 verkaufte BH die Gruppe an den schwedischen Fahrradhersteller Stiga Monark, der 1997 die Bianchi-Gruppe kaufte. Im Jahr 1999 kaufte die schwedische Grimaldi Industri-Gruppe die Firma Monark und damit auch die Cycleurope-Gruppe.

## Fahrradmarken
Die folgenden Fahrrad-Marken sind (Stand 2014) Teil der Gruppe:
- Crescent, wurde 1960 von Monark durch den Kauf von Nymanbolagen erworben.
- Monark, schwedischer Hersteller, gegründet im Jahre 1908 in Varberg
- Bianchi (FIV Edoardo Bianchi), Fahrradgeschäft 1885 und dann  Produktion in der Via Nirone in Mailand, Italien, wurde 1997 von Cycleurope gekauft
- Gitane, gegründet im Jahre 1930 in Frankreich
- Micmo, gegründet im Jahre 1935 in Frankreich
- Puch, Fahrradgeschäft  1889, 1899 eine Fahrrad-Fabrik in Graz, Österreich
- Legnano, über den Kauf von Edoardo Bianchi
- Peugeot, Fahrrad-Division (Verlust der Markenrechte 2004).
- Øglænd DBS, wurde von Monarch 1989 gekauft und 1996 von Cycleurope
- Kildemoes, gegründet 1942 in Odense, Dänemark
- Everton
- Chiorda, im Besitz von Edoardo Bianchi
- Renault, Markenlizenz 2003 erworben[3]
- Spectra